# Kościół św. Bartłomieja Apostoła w Czaplach Wielkich
Kościół św. Bartłomieja Apostoła w Czaplach Wielkich – kościół znajdujący się w województwie małopolskim, w powiecie miechowskim, w gminie Gołcza, w Czaplach Wielkich.
Obiekt wpisany do rejestru zabytków nieruchomych województwa małopolskiego.

## Historia
Informacje o pierwszym kościele pochodzą z 1345 roku, obecny zbudowano w 1523 roku o czym świadczy napis na tablicy fundacyjnej PER ANDREA PYROCZKY CONSTRUCTA EST ECCLESYA 1523 .

## Architektura
Kościół murowany, orientowany, nawa i prezbiterium prostokątne, apsyda półkolista. Wieża po stronie zachodniej. Budowla swym kształtem nawiązuje do romańskiego kościoła w pobliskich Wysocicach. Późniejsze przebudowy pozbawiły obiekt pierwotnych cech architektonicznych. Od strony północnej dobudowana została w XIX wieku zakrystia, a od południowej – boczna kruchta .

## Wyposażenie wnętrza
Wyposażenie barokowe i barokowo-klasycystyczne z przełomu XVIII/XIX wieku.
- w drewnianym ołtarzu głównym znajduje się obraz przedstawiający męczeńską śmierć św. Bartłomieja Apostoła, namalowany przez Wojciecha Eliasza-Radzikowskiego w 1865 roku[2] ;
- epitafia byłych właścicieli Czapel Wielkich[2] ;
- marmurowa tablica z brązową płaskorzeźbą ks. arcybiskupa Wincentego Teofila Chościak Popiela[2] ;
- w kryptach grobowych zostali pochowani:
  - proboszcz ks. Ignacy Zieleniecki, w 1682 roku;
  - Zofiia z Badenich-Popielowa, zmarła 5 maja 1859 roku[2] .